# Накагава, Тэрухито
Тэрухито Накагава (яп. 仲川 輝人; род. 27 июля 1992, Канагава) — японский футболист, играющий на позиции нападающего за «Токио».

## Молодёжная карьера
Накагава играл за команду Университета Сэнсю. В 2013 году, будучи студентом третьего курса, он стал лучшим бомбардиром сезона, забив 15 голов и став лучшим игроком в студенческой лиге. В том же году представлял свою страну на Универсиаде в Казани, где в составе команды завоевал бронзу.
19 октября 2014 года Накагава серьёзно повредил правое колено: переднюю крестообразную связку, внутреннюю боковую связку и мениск. Эта травма вынудила его преждевременно закончить сезон, не было известно, когда он выздоровеет. Тем не менее, 28 октября «Иокогама Ф. Маринос» официально объявили о подписании контракта с игроком.

## Клубная карьера
В августе 2015 года Накагава полностью оправился от травмы. 6 сентября он дебютировал за «Иокогама Ф. Маринос» в матче Кубка Императора против «МИО Бивако Сига». А 12 сентября он дебютировал в Лиге J1 против «Альбирекс Ниигата».
25 мая 2016 года он забил свой первый гол за «Маринос» в Кубке Лиги против «Альбирекс Ниигата».
6 сентября 2016 года Накагава был отдан в аренду в «Матида Зельвия». 11 сентября он дебютировал в «Зельвии». 18 сентября он забил свой первый гол за «Зельвию» в Лиге J2 против «Цвайген Канадзава». В том сезоне он забил три гола в 12 матчах.
12 января 2017 года Накагава вернулся в «Иокогама Ф. Маринос». 24 июля Накагава снова был отдан в аренду, теперь в «Ависпа Фукуока». В том сезоне он сыграл в 18 матчах.
12 января 2018 года Накагава снова вернулся в «Иокогама Ф. Маринос». 19 мая он сделал дубль в матче против «В-Варен Нагасаки». 29 сентября он забил зрелищный мяч «Вегалта Сэндай», который был признан лучшим голом месяца. Он получил мяч на своей половине поля, пробежал 40 метров и пробросил мяч между ног защитника, прежде чем забить его в ворота.
В 2019 году он взял футболку с номером 23. Выбор был продиктован тем, что клубный спонсор Nissan использует только номер 23 на своих автомобилях на соревнований по автоспорту. Благодаря своей скорости он получил прозвище Nissan GT-R.
3 мая 2019 года Накагава забил первый гол в периоде Рэйва, в матче против «Санфречче Хиросима». В октябре он был признан самым ценным игроком лиги. 9 ноября он снова забил зрелищный гол в матче Лиги J1 против «Консадоле Саппоро». Он получил мяч в центра поля, пробежал 50 метров, обойдя четырёх защитников и вратаря, затем закатил мяч в пустые ворота.
В ноябре 2022 года было объявлено, что Накагава покинет «Маринос» и присоединится к «Токио».

## Личная жизнь
У Накагавы есть пудель по имени Рэй, собаку назвали в честь Тэрухито. «Тэру» (краткая форма Тэрухито) — в переводе с японского означает «сиять», а Рэй — в переводе с английского «луч».